# Ricardo, Duque de Gloucester
Ricardo Alexandre, Duque de Gloucester (nome pessoal em inglês: Richard Alexander Walter George , 26 de agosto de 1944) é um príncipe britânico e o neto mais jovem do rei Jorge V do Reino Unido e da rainha Maria de Teck. Ele é o Duque de Gloucester desde a morte de seu pai, o príncipe Henrique, Duque de Gloucester, em 1974. É o 32.º na linha de sucessão ao trono britânico e o primeiro que não é um descendente do rei Jorge VI. O duque realizava compromissos reais em nome de sua prima, a rainha Isabel II.

## Início de vida
Ricardo Alexandre Valter Jorge nasceu em 26 de agosto de 1944 em Hadley Common, Hertfordshire. Seu pai era o príncipe Henrique, Duque de Gloucester, o terceiro filho do rei Jorge V do Reino Unido e da rainha Maria de Teck. Sua mãe era Alice Montagu Douglas Scott, filha de John Montagu-Douglas-Scott, 7º Duque de Buccleuch.
Ricardo foi batizado na capela do Castelo de Windsor em 20 de outubro por Cosmo Lang, o Arcebispo da Cantuária. Seus padrinhos foram sua tia paterna a rainha Isabel Bowes-Lyon, sua prima a princesa Maria Luísa de Schleswig-Holstein, seu prima a princesa Alice, Condessa de Athlone (representada por sua filha May Abel Smith), seu tio materno Walter Montagu-Douglas-Scott, 8º Duque de Buccleuch, seu primo George Cambridge, 2.º Marquês de Cambridge, sua tia materna Sybil Phipps e o general sir Harold Alexander (representado por sua esposa Margaret Alexander). Por causa da guerra, os jornais não anunciaram o local do batismo, dizendo apenas que havia ocorrido em "uma capela particular no país".
Como neto de um monarca na linhagem masculina, ele recebeu o estilo de "Sua Alteza Real, o príncipe Ricardo de Gloucester". Ao nascer ele era o quinto na linha de sucessão ao trono britânico e segundo na linha do ducado de seu pai, atrás de seu irmão mais velho príncipe Guilherme, que acabou morrendo em 1972 ao cair com seu avião perto de Wolverhampton.
Quando tinha apenas quatro meses de idade, Ricardo acompanhou seus pais até a Austrália, onde seu pai serviu como governador-geral de 1945 até 1947. A família voltou a residir na Mansão Barnwell ao voltarem.

## Educação e carreira

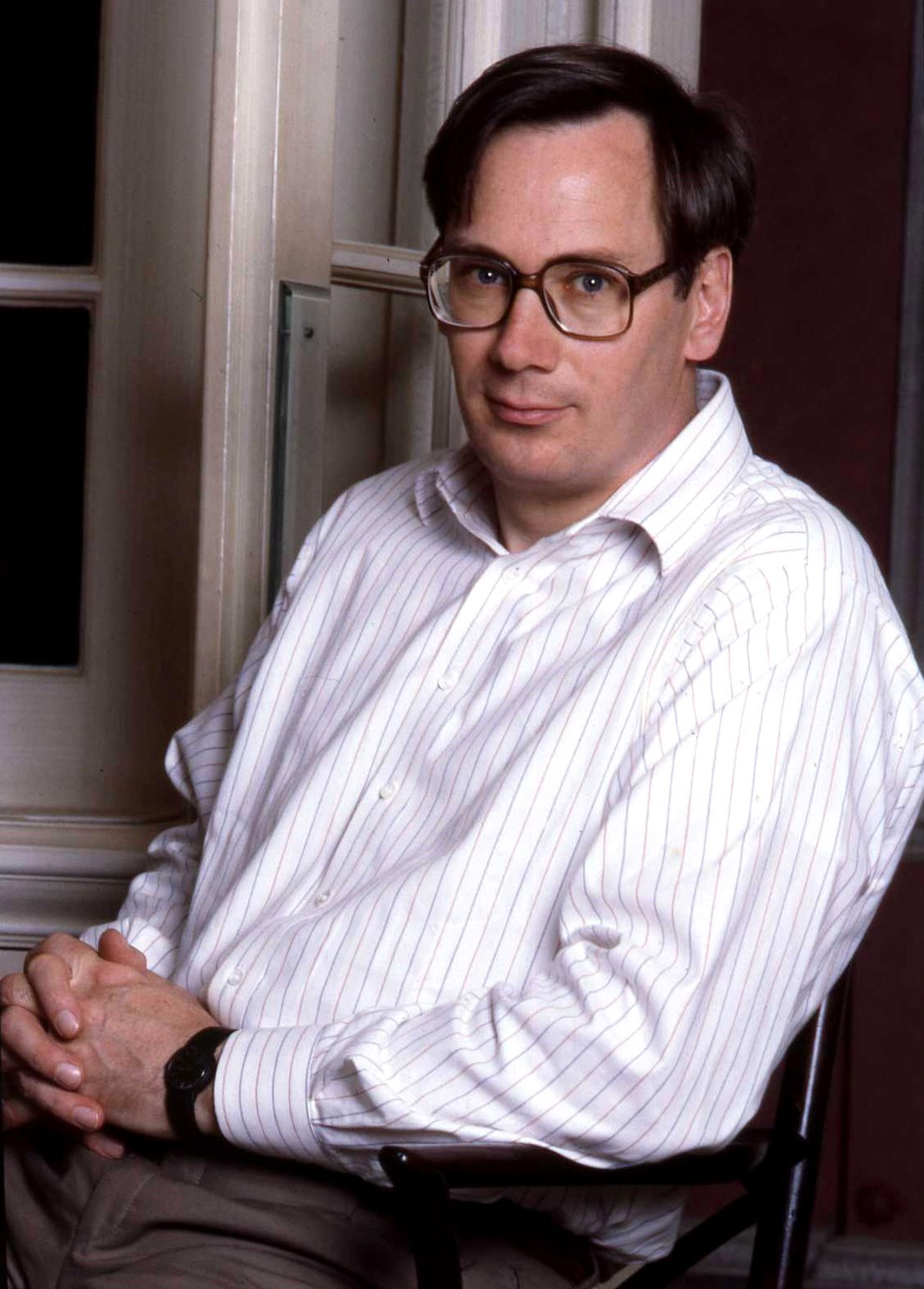
Ricardo em 1989, por Allan Warren.

A educação de Ricardo começou em casa. Depois ele estudou na Wellesley House em Broadstairs e no Eton College. Ele se matriculou em 1963 no Magdalene College, Cambridge no curso de arquitetura, formando-se com um bacharelado em 1966.
Depois de conseguir seu bacharelado o príncipe se juntou aos Escritórios do Grupo de Desenvolvimento do então Ministério da Construção e Obras Públicas para um ano de trabalhos práticos. Ele voltou para Cambridge em 1967 e foi aprovado em suas duas provas finais em junho de 1969 para conseguir seu diploma. Depois de sair da universidade, ele passou a trabalhar em uma firma de arquitetura em Londres como parceiro.
Ricardo planejava seguir a carreira de arquiteto, porém a morte de seu irmão Guilherme em 1972 o deixou como o primeiro na linha de sucessão do ducado do pai, aumentando suas obrigações e deveres oficiais. Assim, ele acabou deixando sua parceria e passou a representar sua prima, a rainha Isabel II, em compromissos reais. Seu pai morreu em junho de 1974 e Ricardo o sucedeu como Duque de Gloucester, Conde de Ulster e Barão Culloden. Um mês depois ele se casou com Brigite van Deurs na Igreja de Santo André em Barnwell, Northamptonshire; o casal têm três filhos: Alexandre, Davina e Rosa. Eles não realizam funções reais.
O duque ainda permanece interessado em arquitetura e conservação; ele tornou-se membro corporativo em 1972 do Real Instituto de Arquitetos Britânicos, é comissário da Comissão de Edifícios Históricos da Inglaterra e presidente da Sociedade de Arquitetos-Artistas. Ricardo também é presidente de várias sociedades de preservação arquitetônica, como o Pevsner Memorial Trust e a Sociedade Vitoriana, além de patrono do Conselho Internacional de Monumentos e Locais. Ele também á patrono do ramo britânico da organização de caridade Habitat para a Humanidade.
O príncipe Ricardo também já publicou três livros de fotografia sob o nome de Ricardo Gloucester: On Public View: a Selection of London's Open-air Sculpture em 1970, The Face of London  em 1973 e Oxford and Cambridge em 1980. Como ávido motorista, o duque foi presidente do Instituto de Motoristas Avançados por mais de 32 anos. Ele passou no teste avançado em 1965. Ao ser nomeado em 1971, foi anunciado que o novo presidente do instituto estava "atualmente [dirigindo] um Austin 1300. Ele renunciou como presidente em janeiro de 2005.

## Deveres reais
Ricardo realiza vários deveres públicos no Reino Unido e internacionalmente em nome da rainha, estando associado a mais de 150 organizações e caridades relacionadas as áreas da saúde, bem estar social, meio ambiente, arte e cultura, militares, entre outras.
Além de patrono e presidente de diversas organizações relacionadas às áreas de arquitetura e conservação, o duque participa de outras como a Associação Britânica dos Amigos dos Museus, Ação sobre Fumo e Saúde, Conselho para Educação em Cidadania Mundial, Sociedade dos Engenheiros, Ferrovia de Severn Valley, Museu Tramway, Sociedade dos Antiquários de Londres, Real Instituto Antropológico, Liga de Amigos do Real Hospital Ortopédico Homeopático, Sociedade Britânica-Nepalesa, Sociedade de Londres, Pesquisa de Câncer no Reino Unido, Associação Britânica de Auxílio a Lepra e a Sociedade de Ricardo III.
Ricardo também já viajou para vários países em nome da rainha e em nome das organizações que está relacionado. Alguns dos lugares por ele visitados incluem: Costa do Marfim, Senegal, Argélia, China, Indonésia, Espanha, Portugal, Tailândia, Estados Unidos, Hungria, Egito, Japão, Moçambique, Paquistão, Ucrânia, Angola, Índia, Polônia, Brasil e muitos outros.
Além disso, ele atua como Conselheiro de Estado de Isabel II desde 1966, tendo representado sua prima no exterior pela primeira vez em 1970 no casamento do príncipe herdeiro Birendra do Nepal. Ricardo posteriormente compareceu às celebrações de independência de Seychelles, Ilhas Salomão, São Vicente e Granadinas e Tuvalu. O duque também representou Isabel no funeral do rei Tupou IV de Tonga em 2006.
Ricardo mantém também várias nomeações militares com o Regimento Anglicano Real, 6º Batalhão de Rifles, Corpo Logístico Real, Corpo Médico da Armada Real, Real Monmouthshire de Engenheiros Reais e Força Área Real Odiham.

## Títulos, estilos, honras e brasão

### Títulos e estilos
- 26 de agosto de 1944 – 10 de junho de 1974: Sua Alteza Real, Príncipe Ricardo de Gloucester
- 10 de junho de 1974 – presente: Sua Alteza Real, o Duque de Gloucester

Seu título e estilo completo é: "Sua Alteza Real, príncipe Ricardo Alexandre Valter Jorge, Duque de Gloucester, Conde de Ulster e Barão Culloden, Cavaleiro da Mais Nobre Ordem da Jarreteira, Cavaleiro da Grande Cruz da Real Ordem Vitoriana, Grande Prior da Ordem de São João, Medalha de Serviço da Ordem de São João".

### Honras

#### Reino Unido
| Ordens - 1997: Cavaleiro Real da Mais Nobre Ordem da Jarreteira (KG) - 1974: Cavaleiro da Grande Cruz da Real Ordem Vitoriana (GCVO) - 1975: Grande Prior da Venerável Ordem de São João (GCStJ) | Medalhas - 1953: Medalha de Coroação da Rainha Isabel II - 1977: Medalha do Jubileu de Prata da Rainha Isabel II - 2002: Medalha do Jubileu de Ouro da Rainha Isabel II - 2012: Medalha do Jubileu de Diamante da Rainha Isabel II - 1984: Medalha de Serviço da Ordem de São João |

| - 1975: Grã-cruz da Ordem de Tri Shakti Patta - 1975: Medalha da Coroação Nepalesa - 1978: Medalha da Independência das Ilhas Salomão - 1980: Emblema de Honra, Novas Hébridas - 1980: Medalha da Independência de Vanuatu - 2008: Estrela das Ilhas Salomão (SSI) - 2008: Cavaleiro Grã-cruz da Ordem da Coroa de Tonga | - 1973: Cavaleiro da Grande Cruz da Ordem de Santo Olavo - 1975: Comandante Grã-cruz da Ordem da Estrela Polar - 2004: Colar da Ordem da Águia Asteca |

### Brasão
Como descendente do rei Jorge V através da linhagem masculina, seu brasão é composto pelo brasão real; esquatrelado: I e IV goles, três leões passant guardant or em pala (pela Inglaterra); II or, um leão rampant dentro de um tressure flory-contra-flory goles (pela Escócia); III Azure, uma harpa or com cordas argente (pela Irlanda). O escudo é diferenciado por um lambel argente de cinco pés, com o central e os das pontas tendo uma cruz goles e os dois restantes um leão passant guardant goles.
Ao redor do escudo está a faixa da Ordem da Jarreteira com seu lema: Honi Soit Qui Mal y Pense ("Envergonhe-se quem nisto vê malícia"). Acima está um coronel de neto do soberano e como timbre um leão statant guardant or, diferenciado pelo lambel do escudo. Os supores são os mesmos que do brasão real, o leão inglês e o unicórnio escocês, diferenciados pelo coronel e o lambel do escudo.
| Brasão do príncipe Ricardo, Duque de Gloucester |

## Descendência
| Nome                               | Nascimento             | Casamento           | Casamento     | Descendência                               |
| ---------------------------------- | ---------------------- | ------------------- | ------------- | ------------------------------------------ |
| Alexandre Windsor, Conde de Ulster | 24 de outubro de 1974  | 22 de junho de 2002 | Claire Booth  | Xan Windsor, Lorde Culloden Cósima Windsor |
| Davina Windsor                     | 19 de novembro de 1977 | 31 de julho de 2004 | Gary Lewis    | Senna Lewis Tāne Lewis                     |
| Rosa Windsor                       | 1 de março de 1980     | 19 de julho de 2008 | George Gilman | Lyla Gilman Rufus Gilman                   |